# Robert Castellanos
Robert Castellanos (Palmdale, 11 maggio 1998) è un calciatore statunitense, difensore dei T.B. Rowdies.

## Caratteristiche tecniche
È un difensore centrale.

## Carriera

### Club
È cresciuto nel settore giovanile di Atlas e América. Il 14 febbraio 2017 ha firmato con il LA Galaxy dove ha giocato nella seconda squadra per una stagione prima di passare al Rio Grande Valley dove è rimasto fino al 2020.
Il 17 febbraio 2021 ha firmato con il Nashville ed il 2 agosto seguente ha debuttato in MLS contro il Toronto FC, realizzando il gol del definitivo 1-1. L'11 marzo 2022 è passato in prestito al T.B. Rowdies ed al termine della stagione è rimasto senza contratto.
Il 26 gennaio 2023 ha firmato con il KuPS, ma il 17 febbraio seguente, dopo aver disputato solamente 3 incontri di coppa di lega, ha fatto ritorno negli Stati Uniti dove ha firmato con lo Sporting K.C..

### Nazionale
Ha giocato con la nazionale statunitense Under-20.

## Statistiche

### Presenze e reti nei club
Statistiche aggiornate al 6 gennaio 2025.
| Stagione                 | Squadra                  | Campionato               | Campionato | Campionato | Coppe nazionali | Coppe nazionali | Coppe nazionali | Coppe continentali | Coppe continentali | Coppe continentali | Altre coppe | Altre coppe | Altre coppe | Totale | Totale | Totale |
| Stagione                 | Squadra                  | Comp                     | Pres       | Reti       | Comp            | Pres            | Reti            | Comp               | Pres               | Reti               | Comp        | Pres        | Reti        | Pres   | Reti   |        |
| ------------------------ | ------------------------ | ------------------------ | ---------- | ---------- | --------------- | --------------- | --------------- | ------------------ | ------------------ | ------------------ | ----------- | ----------- | ----------- | ------ | ------ | ------ |
| 2017                     | Ventura County           | USL                      | 16         | 0          | -               | -               | -               | -                  | -                  | -                  | -           | -           | -           | 16     | 0      |        |
| 2018                     | Rio Grande Valley        | USL                      | 8          | 0          | USCup           | 0               | 0               | -                  | -                  | -                  | -           | -           | -           | 8      | 0      |        |
| 2019                     | Rio Grande Valley        | USL                      | 17         | 0          | -               | -               | -               | -                  | -                  | -                  | -           | -           | -           | 17     | 0      |        |
| 2020                     | Rio Grande Valley        | USL                      | 12         | 2          | -               | -               | -               | -                  | -                  | -                  | -           | -           | -           | 12     | 2      |        |
| Totale Rio Grande Valley | Totale Rio Grande Valley | Totale Rio Grande Valley | 37         | 2          |                 | 0               | 0               |                    | -                  | -                  |             | -           | -           | 37     | 2      |        |
| 2021                     | Nashville                | MLS                      | 1          | 1          | -               | -               | -               | -                  | -                  | -                  | -           | -           | -           | 1      | 1      |        |
| 2022                     | T.B. Rowdies             | USL                      | 13         | 1          | USCup           | 0               | 0               | -                  | -                  | -                  | -           | -           | -           | 13     | 1      |        |
| 2023                     | KuPS                     | VL                       | 0          | 0          | CF+CdL          | 0+3             | 0               | -                  | -                  | -                  | -           | -           | -           | 3      | 0      |        |
| 2023                     | Sporting K.C. II         | MNP                      | 4          | 0          | -               | -               | -               | -                  | -                  | -                  | -           | -           | -           | 4      | 0      |        |
| 2023                     | Sporting K.C.            | MLS                      | 13         | 1          | USCup           | 2               | 0               | -                  | -                  | -                  | LC          | 0           | 0           | 15     | 1      |        |
| 2024                     | Sporting K.C.            | MLS                      | 14         | 1          | USCup           | 4               | 0               | -                  | -                  | -                  | LC          | 2           | 1           | 20     | 2      |        |
| Totale Sporting K.C.     | Totale Sporting K.C.     | Totale Sporting K.C.     | 27         | 2          |                 | 6               | 0               |                    | -                  | -                  |             | 2           | 1           | 35     | 2      |        |
| Totale carriera          | Totale carriera          | Totale carriera          | 98         | 6          |                 | 9               | 0               |                    | -                  | -                  |             | 2           | 1           | 109    | 7      |        |